# Денні Роуз
Де́ніел Лі «Де́нні» Ро́уз (англ. Daniel Lee "Danny" Rose, нар. 2 липня 1990, Донкастер, Англія) — англійський футболіст, лівий захисник клубу «Вотфорд» і національної збірної Англії.

## Клубна кар'єра

### «Лідс Юнайтед»
Вихованець футбольної школи клубу «Лідс Юнайтед». Дорослу футбольну кар'єру розпочав 2006 року в основній команді того ж клубу, в якій провів один сезон.

### «Тоттенгем»
Своєю грою за цю команду привернув увагу представників тренерського штабу клубу «Тоттенгем Готспур», до складу якого приєднався 25 липня 2007 року за 1 млн фунтів. Проте Роуз не зміг пробитись до основної команди й в згодом грав на правах оренди за «Вотфорд», «Пітерборо Юнайтед» та «Бристоль Сіті».
До складу «Тоттенгем Готспур» повернувся на початку 2011 року, проте відіграв за його команду лише 24 матчі в усіх турнірах за півтора року і був знову відданий в оренду, цього разу до «Сандерленда» на сезон 2012/13.
Повернувшись влітку 2013 року до «Тоттенгему», став отримувати більше ігрового часу. В сезоні 2016/17 провів свій сотий матч у Прем'єр-лізі за цю лондонську команду.

## Виступи за збірні
2005 року дебютував у складі юнацької збірної Англії, у складі якої брав участь у юнацькому (U-17) чемпіонаті Європи 2007 року, юнацькому (U-17) чемпіонаті світу 2007 року та юнацькому (U-19) чемпіонаті Європи 2008 року. Всього Роуз взяв участь у 16 іграх на юнацькому рівні, відзначившись 3 забитими голами.
З 2009 року залучався до складу молодіжної збірної Англії, разом з якою взяв участь у молодіжному чемпіонаті Європи 2009 та 2011 року. На молодіжному рівні зіграв у 21 офіційному матчі, в яких забив 3 голи.
2012 року захищав кольори олімпійської збірної Великої Британії на Олімпійських іграх 2012 року в Лондоні.
Навесні 2016 року дебютував в офіційних матчах у складі національної збірної Англії. Влітку того ж року поїхав зі збірною на Євро-2016, де виходив на поле у трьох з чотирьох матчів своєї команди.
16 травня 2018 року був включений до заявки національної команди на тогорічний чемпіонат світу в Росії.
| Дата       | Місто             | Господарі  | Результат   | Гості      | Турнір                                        | Голи | Примітки  |
| ---------- | ----------------- | ---------- | ----------- | ---------- | --------------------------------------------- | ---- | --------- |
| 26-03-2016 | Берлін            | Німеччина  | 2 – 3       | Англія     | товариський матч                              | -    |           |
| 29-03-2016 | Лондон            | Англія     | 1 – 2       | Нідерланди | товариський матч                              | -    | 58'       |
| 22-05-2016 | Манчестер         | Англія     | 2 – 1       | Туреччина  | товариський матч                              | -    |           |
| 02-06-2016 | Лондон            | Англія     | 1 – 0       | Португалія | товариський матч                              | -    |           |
| 11-06-2016 | Марсель           | Англія     | 1 – 1       | Росія      | ЧЄ 2016 - груповий етап                       | -    |           |
| 16-06-2016 | Ланс (Па-де-Кале) | Англія     | 2 – 1       | Уельс      | ЧЄ 2016 - груповий етап                       | -    |           |
| 27-06-2016 | Ніцца             | Англія     | 1 – 2       | Ісландія   | ЧЄ 2016 - 1/8 фіналу                          | -    |           |
| 04-09-2016 | Трнава            | Словаччина | 0 – 1       | Англія     | Відбір до ЧС 2018                             | -    |           |
| 08-10-2016 | Лондон            | Англія     | 2 – 0       | Мальта     | Відбір до ЧС 2018                             | -    | 19'       |
| 11-10-2016 | Любляна           | Словенія   | 0 – 0       | Англія     | Відбір до ЧС 2018                             | -    |           |
| 11-11-2016 | Лондон            | Англія     | 3 – 0       | Шотландія  | Відбір до ЧС 2018                             | -    |           |
| 15-11-2016 | Лондон            | Англія     | 2 – 2       | Іспанія    | товариський матч                              | -    | 45+2' 79' |
| 10-11-2017 | Лондон            | Англія     | 0 – 0       | Німеччина  | товариський матч                              | -    | 71'       |
| 14-11-2017 | Лондон            | Англія     | 0 – 0       | Бразилія   | товариський матч                              | -    | 90'       |
| 23-03-2018 | Амстердам         | Нідерланди | 0 – 1       | Англія     | товариський матч                              | -    | 71'       |
| 27-03-2018 | Лондон            | Англія     | 1 – 1       | Італія     | товариський матч                              | -    | 60'       |
| 02-06-2018 | Лондон            | Англія     | 2 – 1       | Нігерія    | товариський матч                              | -    | 68'       |
| 07-06-2018 | Лідс              | Англія     | 2 – 0       | Коста-Рика | товариський матч                              | -    |           |
| 24-06-2018 | Нижній Новгород   | Англія     | 6 – 1       | Панама     | ЧС 2018 - груповий етап                       | -    | 70'       |
| 28-06-2018 | Калінінград       | Англія     | 0 – 1       | Бельгія    | ЧС 2018 - груповий етап                       | -    |           |
| 03-07-2018 | Москва            | Колумбія   | 1(3) – 1(4) | Англія     | ЧС 2018 - 1/8 фіналу                          | -    | 102'      |
| 11-07-2018 | Москва            | Хорватія   | 2 – 1       | Англія     | ЧС 2018 - півфінал                            | -    | 91'       |
| 14-07-2018 | Санкт-Петербург   | Бельгія    | 2 – 0       | Англія     | ЧС 2018 - матч за 3-є місце                   | -    | 46'       |
| 08-09-2018 | Лондон            | Англія     | 1 – 2       | Іспанія    | Ліга націй УЄФА 2018—2019 - груповий етап     | -    | 53' 94'   |
| 11-09-2018 | Лестер            | Англія     | 1 – 0       | Швейцарія  | товариський матч                              | -    | 79'       |
| 25-03-2019 | Подгориця         | Чорногорія | 1 – 5       | Англія     | Відбір до ЧЄ 2020                             | -    | 93'       |
| 09-06-2019 | Гімарайнш         | Швейцарія  | 0(5) – 0(6) | Англія     | Ліга націй УЄФА 2018—2019 - матч за 3-є місце | -    | 23' 70'   |
| 07-09-2019 | Лондон            | Англія     | 4 – 0       | Болгарія   | Відбір до ЧЄ 2020                             | -    | 93'       |
| 11-10-2019 | Прага             | Чехія      | 2 – 1       | Англія     | Відбір до ЧЄ 2020                             | -    | 10'       |
| Усього     |                   | Матчів     | 29          |            | Голів                                         | 0    |           |

## Титули та досягнення
«Тоттенгем Готспур»
- Кубок Футбольної ліги фіналіст: 2014–15
- Ліга чемпіонів УЄФА фіналіст: 2018–19[1]

Англія U-17
- Юнацький чемпіонат Європи (U-17) фіналіст: 2007[2]

Англія U-21
- Чемпіонат Європи серед молодіжних команд фіналіст: 2009[3]

Англія
- Ліга націй УЄФА третє місце: 2018–19[4]

Особисті
- Сандерленд молодий гравець сезону: 2012–13
- Команда року за версію Професійної футбольної асоціації: 2015–16,[5] 2016–17